# Vu+
Vu+ je řada Linuxových DVB přijímačů (set-top boxů) pro příjem satelitního, pozemního i kabelového vysílání digitální televize vyráběných korejskou multimediální firmou Ceru Co., Ltd.

## Historie a popis
Starší typy Vu+ set-top boxů používaly procesory MIPS, novější procesory ARM. Jako firmware používají E2 Linux – specializovanou distribuci Linuxu obsahující aplikaci Enigma2, kterou vytvořila firma Dream Multimedia pro své přijímače Dreambox. Uživatel může provádět aktualizace E2 Linuxu.
Vestavěné Ethernetové rozhraní umožňuje, aby počítače připojené do sítě měly přístup k záznamům na interním pevných discích a umožňuje streaming přijímaných pořadů na jiná zařízení. Přijímač také umožňuje ukládání digitální kopie DVB transportního proudu MPEG na síťové úložiště používající Network File System (NFS) nebo SMB nebo vysílat proudy jako IPTV pro klienty VideoLAN nebo Kodi. Na rozdíl od mnoha Personal Video Recorder (PVR) systémů na počítačích, které mohou přijímat pouze volně dostupné vysílání, všechny přijímače Vu+ podporují systém podmíněného přístupu (CA) Conax se softwarově emulovanými moduly podmíněného přístupu (CAMs) dostupnými pro mnoho alternativních CA systémů.
Začátkem září 2011 byl schválen dočasný soudní příkaz, který podala společnost Dream Multimedia proti společnosti Satco Europe GmbH za použití názvu „Enigma 2“ v reklamním letáku k propagaci operačního systému Linux instalovaného na set-top-boxech Vu+, protože „Enigma“ a „Enigma 2“ jsou registrované ochranné značky společnosti Dream Multimedia GmbH.

## Modely

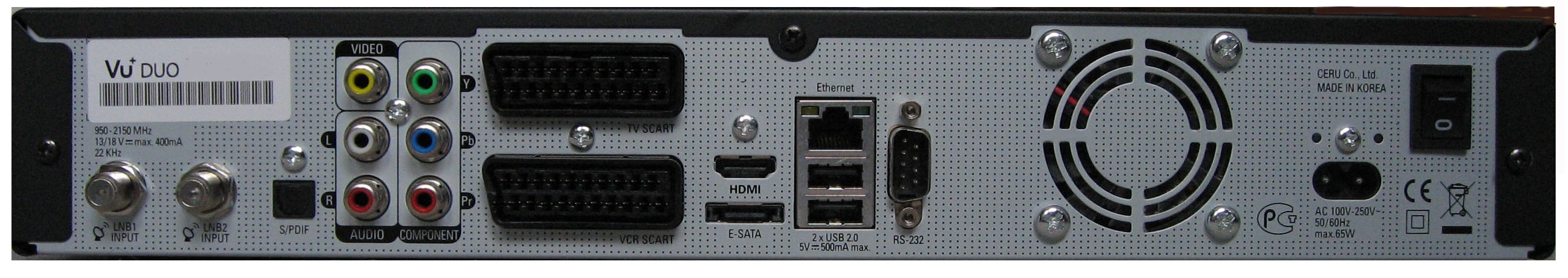
Vu+ Duo zezadu
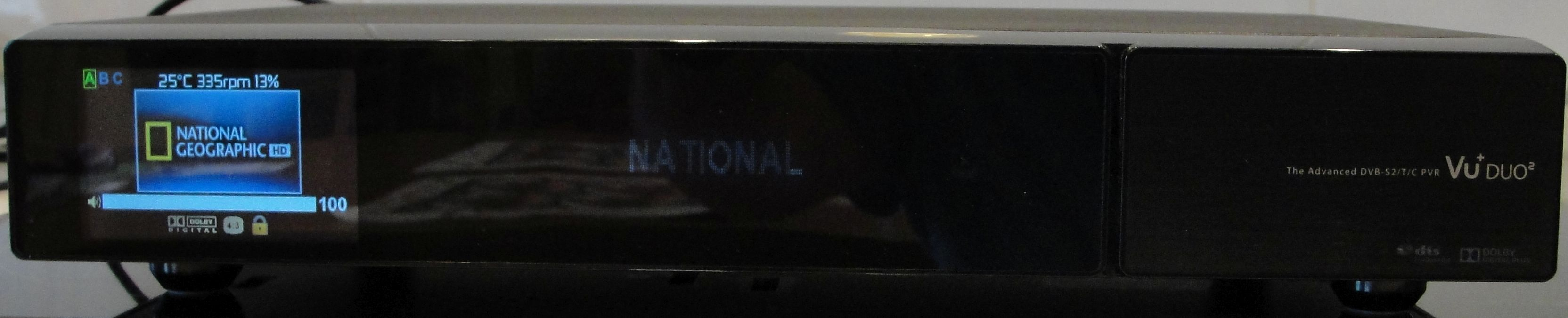
VU+ Duo2 zepředu
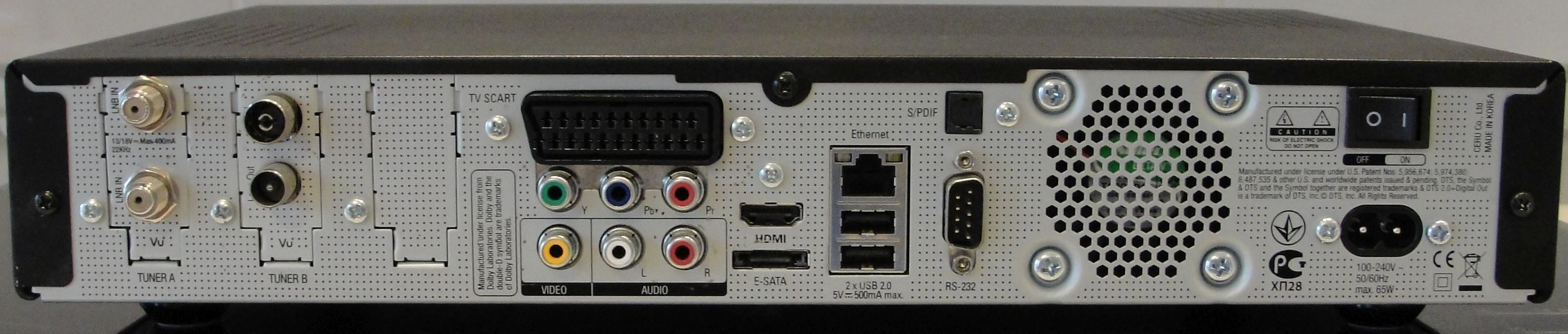
VU+ Duo2 zezadu

| Vu+                              | Ultimo                 | Ultimo 4K                                                                                     | Uno                   | Uno 4K                                     | Uno 4K SE                                                         | Solo        | Solo2      | Solo SE     | Solo SE V2  | Solo 4K                                                                    | Duo         | Duo2                  | Duo 4K                                                                   | Duo 4K SE                                                                | Zero        | Zero 4K                           |
| -------------------------------- | ---------------------- | --------------------------------------------------------------------------------------------- | --------------------- | ------------------------------------------ | ----------------------------------------------------------------- | ----------- | ---------- | ----------- | ----------- | -------------------------------------------------------------------------- | ----------- | --------------------- | ------------------------------------------------------------------------ | ------------------------------------------------------------------------ | ----------- | --------------------------------- |
| Vyrábí se                        | Ukončena               | Ukončena                                                                                      | Ukončena              | Ukončena                                   | Ano                                                               | Ukončena    | Ukončena   | Ukončena    | Ukončena    | Ano                                                                        | Ukončena    | Ukončena              | Ukončena                                                                 | Ano                                                                      | Ano         | Ano                               |
| Vyráběn v letech                 | 2011 - 2013            | 2016 Dec.-                                                                                    | 2011 - 2014           | 2016 Dec.-                                 | 2017-                                                             | 2010 - 2013 | 2012-      | 2014-       | 2015-       | 2015-                                                                      | 2010 - 2013 | 2012-                 | 2018-                                                                    | 2020-                                                                    | 2014-       | 2018-                             |
| SoC                              | BCM7413                | BCM7444S                                                                                      | BCM7413               | BCM7252S                                   | BCM7252S                                                          | BCM7325     | BCM7356    | BCM7429     | BCM7429     | BCM7376                                                                    | BCM7335     | BCM7424               | BCM7278                                                                  | BCM7444S                                                                 | BCM7362     | BCM72604                          |
| Typ CPU                          | MIPS                   | ARM                                                                                           | MIPS                  | ARM                                        | ARM                                                               | MIPS        | MIPS       | MIPS        | MIPS        | ARM                                                                        | MIPS        | MIPS                  | ARM                                                                      | ARM                                                                      | MIPS        | ARM                               |
| CPU (MHz)                        | 2x400                  | 4x1500                                                                                        | 2x400                 | 2x1700                                     | 2×1700                                                            | 333*        | 2x1300     | 2x1300      | 2x1300      | 2x1500                                                                     | 400         | 2x1300                | 4x2100                                                                   | 4x1500                                                                   | 742         | 2x1500                            |
| RAM (MiB)                        | 512                    | 3072                                                                                          | 512                   | 2048                                       | 2048                                                              | 256         | 1024       | 1024        | 1024        | 2048                                                                       | 384         | 2048                  | 2048                                                                     | 3072                                                                     | 512         | 2048                              |
| Flash (MiB)                      | 1024                   | 4096                                                                                          | 128                   | 4096                                       | 4096                                                              | 128         | 256        | 256         | 512         | 4096                                                                       | 128         | 1024                  | 4096                                                                     | 4096                                                                     | 256         | 4096                              |
| Typ flash                        | NAND                   | eMMC                                                                                          | NAND                  | eMMC                                       | eMMC                                                              | NAND        | NAND       | NAND        | NAND        | eMMC                                                                       | NAND        | NAND                  | eMMC                                                                     | eMMC                                                                     | NAND        | eMMC                              |
| Implicitní OS                    | Enigma2                |                                                                                               | Enigma2               |                                            | Enigma2                                                           | Enigma2     | Enigma2    | Enigma2     | Enigma2     | Enigma2                                                                    | Enigma2     | Enigma2               | Enigma2                                                                  | Enigma2                                                                  | Enigma2     | Enigma2                           |
| DVB                              | 3 ×plug & play(S2/C/T) | 2xplug & play Duální FBC DVB-S2 nebo DVB-C + 1xplug & play Duální DVB-S2 nebo Duální DVB-C/T2 | 1×plug & play(S2/C/T) | 1xplug & play Duální FBC DVB-S2 nebo DVB-C | 1× Duální FBC DVB-S2X nebo FBC DVB-C nebo Duální T2 (vyměnitelný) | 1×S2        | 2×S2       | 1xS2/C/T/T2 | 1xS2/C/T/T2 | 1×Pevný Duální S2 FBC + 1xplug & play Duální DVB-S2 nebo Duální DVB-C/T/T2 | 2×S2        | 2×plug & play(S2/C/T) | 2xplug & play pozice: Duální FBC DVB-S2X,Duální DVB-T2, Duální FBC DVB-C | 2xplug & play pozice: Duální FBC DVB-S2X,Duální DVB-T2, Duální FBC DVB-C | 1×S2        | 1xFixed S2X nebo DVB-C/T/T2 tuner |
| High-definition television       | Ano                    | Ano                                                                                           | Ano                   | Ano                                        | Ano                                                               | Ano         | Ano        | Ano         | Ano         | Ano                                                                        | Ano         | Ano                   | Ano                                                                      | Ano                                                                      | Ano         | Ano                               |
| Ultra High Definition Television | Ne                     | 4K                                                                                            | Ne                    | 4K                                         | 4K                                                                | Ne          | Ne         | Ne          | Ne          | 4K                                                                         | Ne          | Ne                    | Ano                                                                      | Ano                                                                      | Ne          | 4K                                |
| 3D TV                            | Ano                    |                                                                                               | Ano                   | Ano                                        | Ano                                                               | Ano         | Ano        | Ano         | Ano         | Ano                                                                        | Ano         | Ano                   | Ano                                                                      |                                                                          | Ano         | Ano                               |
| PiP                              | Ano                    | Ano/HD                                                                                        | Ano                   | Ano                                        | Ano                                                               | Ne          | Ano/HD     | Ano         | Ano         | Ano                                                                        | Ano         | Ano/HD                | Ano                                                                      |                                                                          | Ne          | Ne                                |
| Common Interface                 | 2                      | 2                                                                                             | 2                     | 1                                          | 1                                                                 | 2           | 1          | 1           | 1           | 1                                                                          | 2           | 2                     | 2                                                                        | 2                                                                        | 0           | 1                                 |
| Čipová karta                     | 2                      | 2                                                                                             | 2                     | 1                                          | 1                                                                 | 1           | 2          | 1           | 1           | 2                                                                          | 2           | 2                     | 1                                                                        | 1                                                                        | 1           | 1                                 |
| USB                              | 3× 2.0                 | 2x3.0 + 1x2.0                                                                                 | 3× 2.0                | 2× 3.0                                     | 2× 3.0                                                            | 2× 2.0      | 3× 2.0     | 2× 2.0      | 2× 2.0      | 2x3.0 + 1x2.0                                                              | 3× 2.0      | 3× 2.0                | 2x3.0 (back) + 1x2.0 (front)                                             | 2x3.0 (back) + 1x2.0 (front)                                             | 2× 2.0      | 1× 2.0                            |
| RS-232                           | Ano                    | Ano                                                                                           | Ano                   | Ano                                        | RJ11                                                              | Ano         | Ano        | Ano***      | Ano***      | Ano                                                                        | Ano         | Ano                   | Ano                                                                      | Ano (RJ11)                                                               | Ano         | Ano                               |
| LAN adaptér (Mbit/s)             | 100                    | 1000 + WIFI N/AC 2.5/5 + BT 4.0                                                               | 100                   | 1000                                       | 1000                                                              | 100         | 1000       | 100         | 100         | 1000                                                                       | 100         | 1000 + WIFI-N         | 1000 + WIFI N/AC 2.5/5 + BT 4.0                                          | 1000 + WIFI B/G/N/AC 2.5/5 + BT 4.0                                      | 100         | 100                               |
| HDD                              | 2.5/3.5"               | 2.5/3.5"                                                                                      | 2.5/3.5"              | Ne                                         | 2.5" odpojitelný                                                  | Ne          | 2.5"       | Ne          | Ne          | 2.5" odpojitelný                                                           | 3.5"        | 2.5/3.5"              | 2.5" odpojitelný                                                         | 2.5" odpojitelný                                                         | Ne          | Ne                                |
| ATA                              | SATA II                |                                                                                               | SATA II               | Ne                                         | Ne                                                                | Ne          | SATA III   | Ne          | Ne          | SATA III                                                                   | SATA II     | SATA III              | SATA III                                                                 |                                                                          | Ne          | Ne                                |
| eSATA                            | Ano                    | Ne                                                                                            | Ano                   | Ne                                         | -                                                                 | Ne          | Ne         | Ano         | Ano         | Ne                                                                         | Ano         | Ano                   | Ne                                                                       | Ne                                                                       | Ne          | Ne                                |
| SCART                            | 1                      | Ne                                                                                            | 1                     | Ne                                         | Ne                                                                | 1           | 1          | Ne          | Ne          | Ne                                                                         | 2           | 1                     | Ne                                                                       | Ne                                                                       | Ne          | Ne                                |
| HDMI                             | 1.4                    | 2.0 OUT/IN                                                                                    | 1.4                   | 2.0                                        | 1× (2.0) IN 1× (2.0) OUT                                          | 1.4         | 1.4        | 1.4         | 1.4         | 2.0                                                                        | 1.4         | 1.4                   | 2.0 OUT/IN                                                               | 1× (2.0) IN 1× (2.0) OUT                                                 | 1.4         | 2.0                               |
| Displej                          | graphical VFD          | LCD (4.0")                                                                                    | VFD                   | Status LED                                 | LCD (3.5" 240× 400)                                               | Ne          | VFD        | Status LED  | Status LED  | LCD (3.5")                                                                 | VFD         | LCD/VFD               | LCD (3.5")                                                               | TFT (3.5"- MiniTV)                                                       | Status LED  | Status LED                        |
| LNB predání/průchod-thru         | Ano                    | Ne                                                                                            | Ano                   | Ne                                         | Ne                                                                | Ne          | Ne         | Ano         | Ano         | Ne                                                                         | Ne          | Ne                    | Ne                                                                       | Ne                                                                       | Ne          | Ne                                |
| Jiné konektory                   | 1× YPrPb               |                                                                                               |                       |                                            | Digitální Audio: S/PDIF                                           | 1× YPrPb    |            |             |             |                                                                            | 1× YPrPb    | 1× YPrPb              |                                                                          | Digitální Audio: S/PDIF                                                  | Vzdálený IR | Vzdálený IR                       |
| Rozměry (mm)                     | 380×60×290             | 380×70×278                                                                                    | 340×60×272            | 230×41×170                                 | 280×50×222                                                        | 280×50×200  | 280×50×200 | 211×45×185  | 211×45×185  | 315×65×255                                                                 | 380×60×280  | 380×60×290            | 310x60x241                                                               | 310×68×255                                                               | 160×30×145  | 140×50×115                        |

- Vu+ Uno a Vu+ Ultimo mají dual core procesor BCM7413.
- * Většina Solo je podtaktována na 220,67MHz[2]
- *** v Solo SE je místo standardního 9pinového konektoru D-sub 6pinový RJ11

### Trojitý tuner
- Vu+ Ultimo (umožňuje použití 3 DVB-S2 nebo DVB-T,T2/C tunerů)
- Vu+ Ultimo 4K (2× vyměnitelný FBC DVB-S/S2 tuner nebo duální FBC DVB-C tuner a 1× plug and play DVB-S2 nebo DVB-T/C tuner)

### Dvojitý tuner
- Vu+ Duo 4K (2× plug & play pozice pro duální FBC DVB-S/S2X tuner, duální DVB-T2 tuner, duální FBC DVB-C tuner)
- Vu+ Solo 4K (2 pevný DVB-S/S2 tuner a 1× vyměnitelný DVB-S2 nebo DVB-T/C tuner)
- Vu+ Duo2 (2× plug & play DVB-S2 nebo DVB-T/C tuner)
- Vu+ Solo2 (2× pevný DVB-S/S2 tuner)
- Vu+ Duo (2× pevný DVB-S/S2 tuner)
- Vu+ Uno Twin (1 plug & play DVB-S2 dvojitý tuner)

### Jeden Tuner
- Vu+ Solo (1 pevný DVB-S/S2 tuner)
- Vu+ Solo SE (1 plug & play DVB-S2 nebo DVB-T/C tuner)
- Vu+ Solo SE v2 (1 plug & play DVB-S2 nebo DVB-T/C tuner)
- Vu+ Uno (1 plug & play DVB-S2 nebo DVB-T/C tuner)
- Vu+ Uno 4k (1 plug & play DVB-S2 nebo DVB-T/C tuner)
- Vu+ Uno 4k SE (1 pevný DVB-S/S2X tuner nebo DVB-T/T2/C tuner)
- Vu+ Zero (1 pevný DVB-S/S2 tuner)
- Vu+ Zero SE (1 pevný DVB-S/S2 tuner)
- Vu+ Zero 4k (1 pevný DVB-S/S2X tuner nebo DVB-T/T2/C tuner)

## XBMC4STB projekt firmy Vu+
V září 2011 na „Vu+ dnech“ v Amsterodamu bylo veřejně ohlášeno, že na konci roku 2012 bude dostupná nová generace satelitních přijímačů Vu+ DVB s procesory ARM s podporou Kodi (nyní přejmenovaný na Kodi Entertainment System) pro jeho hlavní Grafické uživatelské rozhraní, Vývojový projekt založený na OpenEmbedded, který nazývají „XBMC4STB“ (XBMC pro set-top boxy), s beta vydáním jak softwaru tak nového hardwaru, který bude zveřejněn napřed pro XBMC vývojáře, než bude uvolněn pro veřejnost.
Trvalo však další dva roky, než byl nativní zdrojový port XBMC dostupný pro novější set-top boxy vycházející z Vu+ SoloSe, Solo2, a Duo2, které všechny mají místo ARM mikroprocesory MIPS. Pro starší Vu+ set-top boxy nebude XBMC dostupné kvůli hardwarovým omezením a chybějící OpenGL akceleraci grafiky.

### Open Black Hole
„Open Black Hole“ je projekt, jehož cílem je vytvoření neoficiální obrazu disku s otevřeným zdrojovým textem pro novější set-top boxy Vu+, který bude vycházet z OpenPLi. Používá odvětvení XBMC4STB softwaru Kodi/XBMC z Vu+. Obrazy disku jsou navrženy jako hybridní integrace mezi Kodi/XBMC Media Centre a softwarovými skripty pro Enigma2 určenými pro přijímače Dreambox PVR, odvědvenými z OpenPLi (vycházející z OpenEmbedded Linuxu pro vestavěné systémy), je jako takový také plně kompatibilní s PLi pluginy a kódovou infrastrukturou. Projekt byl poprvé ohlášen 25. května 2015 a je udržován týmem nezávislých vývojářů Black Hole Team dlouhou dobu oblíbené komunity vytvářejí obrazy disku pro set-top boxy vycházející z Vu+. Diskové obrazy projektu Open Black Hole jsou však úplně odděleny od originálních obrazů Black Hole pro Vu+.

#### Oficiální
- domovská stránka Vu+

#### Instalační obrazy disku
- Open Black Hole
- OpenPLi
- VTI
- VIX
- OpenATV
- Open Vision